# Брюссельцы
Брюссельцы (фр. les Bruxellois; нидерл. Brusselaars или Brusselaren) — преимущественно франкоязычные уроженцы и, в меньшей степени, жители 19 коммун, составляющих Брюссельский столичный регион. Проживают как в самой столице (около 0,6 млн. чел. или  60% её населения), так и на её периферии, куда многие переехали в ходе процесса субурбанизации. Помимо коренных брюссельцев, в городе проживает значительное количество трудовых мигрантов (0,3 млн.) ранней и поздней волны (Марокко, Турция, и др.), а также международные студенты и деловые экспатрианты (около 0,1 млн).

## Самосознание
Брюссельцы — относительно молодая этнографическая группа, сформировавшаяся в условиях унитарной Бельгии после революции 1830 г. Современные брюссельцы преимущественно франкоязычны, что объясняется постепенной галлизацией столицы. В их составе вошли местные германоязычные фламандцы; франко-нидерландские билингвы и члены смешанных семей; группы разнообразных европейских иммигрантов разных эпох из Франции, Польши, России и др. стран; валлонские крестьяне и рабочие, приезжавшие сюда в поисках работы; южноевропейские мигранты первой половины XX века (итальянцы, испанцы, португальцы); поздние мигранты из бывших франкоязычных колоний (Конго, Марокко, Алжир) и новых стран-членов ЕС (Румыния, Польша и т. д.). Брюссельцы сформировались в результате синтеза гетерогенных элементов в высокоурбанизированной столичной среде, избравшей в качестве лингва франка французский язык. Они очень космополитичны.
Их культура, самосознание и мировоззрение отличают их от валлонов, которые также франкоязычны. Во второй половине XX века самосознание брюссельцев ещё больше дистанцировалось от валлонского из-за того, что Брюссель стал одним из трёх субъектов федеративного королевства и, более того, после проведения языковой границы, де-юре превратился в языковой остров, хотя де-факто он таковым не является.
Тем не менее, политические пристрастия валлонов и брюссельцев, равно как и их взгляды на будущее Брюсселя и Валлонии в случае распада Бельгии существенно различаются.